# Юрченко Володимир Едуардович
Володимир Едуардович Юрченко (нар. 22 січня 1962) — радянський та український футболіст, півзахисник та нападник.

## Життєпис
Футбольну кар'єру розпочав у ворошиловградській «Зорі». У футболці цього клубу відіграв 5 сезонів у Першій лізі СРСР, з піврічною перервою, під чс якої виступав у «Динамо-д» (Київ) (чемпіонат дублерів). Після вильоту «Зорі» в 1984 році до Другої ліги СРСР перейшов на два роки до київського СКА, в складі якого в 47 матчах відзначився 26-ма голами. У 1987 році став гравцем донецького «Шахтаря», в складі якого протягом чотирьох сезонів відіграв 53 поєдинки у Вищій лізі.
Після розпаду СРСР «Шахтар» почав виступати в українській Прем'єр-лізі. Проте Юрченко вирішив залишити донецький клуб та перебратися до друголігової польської команди «Сталь» (Стальова Воля), з якою через півроку здобув путівку до Першої ліги. У сезоні 1991/92 років зіграв 11 матчів та відзначився 1 голом, при цьому ставши одним з перших легіонерів в історії Екстракляси. Наприкінці сезону «Сталь» зайняла останнє 16-е місце в Екстраклясі,  а це означало виліт до нижчого дивізіону. 
У середині 1992 року підписав контракт з «Гетьманом» (Замостя), в якому відіграв два сезони в другій лізі й став одним з трьох найуспішніших легіонерів в історії клубу. У сезоні 1994/95 років переїхав до «Авіа» (Свідник), який вважався найпринциповшим місцевим суперником «Гетьмана». Клуб на той час очолював український тренер Петро Кушлик.
У 1995 році Юрченко повернувся до України, де підписав контракт з чортківським «Кристалом» (Перша ліга). Того ж року у футболці чортківського клубу завершив футбольну кар'єру.